# Hall of Fame Tennis Championships 2008 - Qualificazioni singolare
Le qualificazioni del singolare  dell'Hall of Fame Tennis Championships 2008 sono state un torneo di tennis preliminare per accedere alla fase finale della manifestazione. I vincitori dell'ultimo turno sono entrati di diritto nel tabellone principale. In caso di ritiro di uno o più giocatori aventi diritto a questi sono subentrati i lucky loser, ossia i giocatori che hanno perso nell'ultimo turno ma che avevano una classifica più alta rispetto agli altri partecipanti che avevano comunque perso nel turno finale.
Le qualificazioni del torneo Hall of Fame Tennis Championships  2008 prevedevano 16 partecipanti di cui 4 sono entrati nel tabellone principale.

## Teste di serie
1. Alexander Peya (Qualificato)
2. Brendan Evans (Qualificato)
3. Jun Woong-sun (Qualificato)
4. Rohan Bopanna (Qualificato)

1. Izak Van Der Merwe (ultimo turno)
2. Artem Sitak (ultimo turno)
3. Michael McClune (ultimo turno)
4. Nikita Kryvonos (ultimo turno)

## Qualificati
1. Alexander Peya
2. Brendan Evans

1. Jun Woong-sun
2. Rohan Bopanna

## Tabellone

### Legenda
| - Q = Qualificato - WC = Wild card - LL = Lucky loser | - ALT = Alternate - SE = Special Exempt - PR = Protected Ranking | - w/o = Walkover - r = Ritirato - d = Squalificato |

### Sezione 1
|  | Primo turno | Primo turno        | Primo turno        | Primo turno | Primo turno |  |  | Ultimo turno | Ultimo turno       | Ultimo turno       | Ultimo turno | Ultimo turno |  |
|  |             |                    |                    |             |             |  |  |              |                    |                    |              |              |  |
|  | 1           | Alexander Peya     | Alexander Peya     | 6           | 6           |  |  |              |                    |                    |              |              |  |
|  |             | K. J. Hippensteel  | K. J. Hippensteel  | 3           | 3           |  |  | 1            | Alexander Peya     | Alexander Peya     | 7            | 6            |  |
|  | 5           | Izak Van Der Merwe | Izak Van Der Merwe | 6           | 6           |  |  | 5            | Izak Van Der Merwe | Izak Van Der Merwe | 64           | 4            |  |
|  |             | Sonchat Ratiwatana | Sonchat Ratiwatana | 3           | 4           |  |  |              |                    |                    |              |              |  |

### Sezione 2
|  | Primo turno | Primo turno     | Primo turno     | Primo turno | Primo turno |  |  | Ultimo turno | Ultimo turno    | Ultimo turno    | Ultimo turno | Ultimo turno |  |
|  |             |                 |                 |             |             |  |  |              |                 |                 |              |              |  |
|  | 2           | Brendan Evans   | 6               | 65          | 6           |  |  |              |                 |                 |              |              |  |
|  |             | Jim Thomas      | 2               | 7           | 4           |  |  | 2            | Brendan Evans   | Brendan Evans   | 6            | 6            |  |
|  | 7           | Michael McClune | Michael McClune | 6           | 6           |  |  | 7            | Michael McClune | Michael McClune | 4            | 2            |  |
|  |             | Harry Cicma     | Harry Cicma     | 0           | 0           |  |  |              |                 |                 |              |              |  |

### Sezione 3
|  | Primo turno | Primo turno        | Primo turno        | Primo turno | Primo turno |  |  | Ultimo turno | Ultimo turno    | Ultimo turno    | Ultimo turno | Ultimo turno |  |
|  |             |                    |                    |             |             |  |  |              |                 |                 |              |              |  |
|  | 3           | Jun Woong-sun      | Jun Woong-sun      | 6           | 6           |  |  |              |                 |                 |              |              |  |
|  |             | Sanchai Ratiwatana | Sanchai Ratiwatana | 3           | 4           |  |  | 3            | Jun Woong-sun   | Jun Woong-sun   | 6            | 6            |  |
|  | 8           | Nikita Kryvonos    | Nikita Kryvonos    | 6           | 6           |  |  | 8            | Nikita Kryvonos | Nikita Kryvonos | 4            | 3            |  |
|  |             | Brian Battistone   | Brian Battistone   | 3           | 4           |  |  |              |                 |                 |              |              |  |

### Sezione 4
|  | Primo turno | Primo turno   | Primo turno   | Primo turno | Primo turno |  |  | Ultimo turno | Ultimo turno  | Ultimo turno  | Ultimo turno | Ultimo turno |  |
|  |             |               |               |             |             |  |  |              |               |               |              |              |  |
|  | 4           | Rohan Bopanna | 7             | 65          | 6           |  |  |              |               |               |              |              |  |
|  |             | Justin O'Neal | 64            | 7           | 2           |  |  | 4            | Rohan Bopanna | Rohan Bopanna | 7            | 7            |  |
|  | 6           | Artem Sitak   | Artem Sitak   | 7           | 6           |  |  | 6            | Artem Sitak   | Artem Sitak   | 68           | 5            |  |
|  |             | Dominic Pagon | Dominic Pagon | 5           | 2           |  |  |              |               |               |              |              |  |